# Anna Maria Jordan
Anna Maria Jordan, geschiedene Neuhauser, geborene Biel (* 16. Juni 1865 in Bergen auf Rügen; † 11. November 1907 in München; vollständiger Geburtsname: Anna Maria Margarethe Biel) war eine deutsche Schriftstellerin. Sie wurde vor allem durch Kinderbücher bekannt.

## Leben

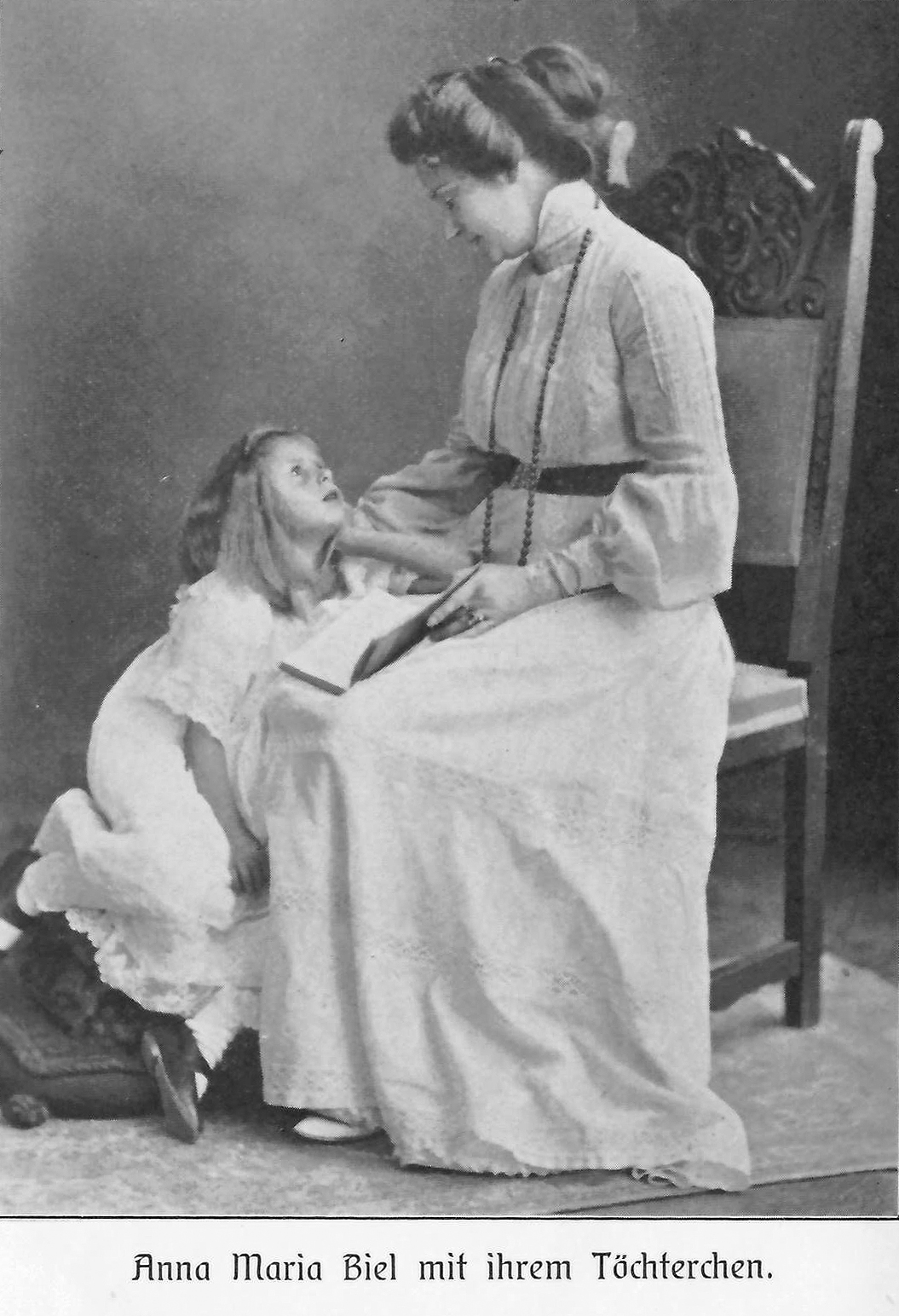

Anna Maria Margarethe Biel wurde in Bergen auf Rügen am 16. Juni 1865 als Tochter des Bergener Justizrats, Rechtsanwalts und Notars Carl Heinrich Biel (4. April 1823 – 12. Februar 1883) und dessen Ehefrau Christiana Maria Wilhelmina, geborene Rechlin geboren. Ihre Tante war die  Landschaftsmalerin Antonie Biel. In ihrer Wahlheimat München (seit dem 15. Mai 1892 hier polizeilich gemeldet) lebte sie später zusammen mit ihrer Mutter in der Kaulbachstraße 63a und schrieb unter ihrem Mädchennamen Kinderbücher.
Über ihre erste Ehe mit einem Herrn Neuhauser ist bisher nichts überliefert. Am 6. Mai 1896 heiratete sie in zweiter Ehe den Münchener Antiquar und Buchhändler für naturwissenschaftliche Literatur Adolf Richard Jordan (geboren am 22. August 1862 in Stuttgart), Sohn des Stuttgarter Königlichen Geheimen Hofrates Carl Gottlieb Jordan und dessen Ehefrau Pauline Sophie, geborene Fieß. Am 7. Mai 1897 wurde dem Paar eine Tochter geboren, die den Namen Hertha Elisabeth erhielt. Das heranwachsende Mädchen war offensichtlich Inspiration und Antrieb für das schriftstellerische Wirken der Mutter. Durch rechtskräftiges Urteil des königlichen Landgerichtes München vom 23. Oktober 1899 wurde auch diese Ehe aufgelöst.
Die Tochter Hertha verstarb im Alter von zehn Jahren am 18. August 1907 in München. Kurz darauf verstarb auch Anna Maria Jordan am 11. November 1907 in München. Im Jahr ihres Todes hinterließ sie per handschriftlichem Testament „die alten Familienbilder, Silbersachen, Leuchter und Schmuck“ dem Stralsunder Provinzialmuseum, dem heutigen Stralsund Museum, in dessen Besitz sie sich noch heute befinden. Dass Anna Maria Jordan keinesfalls verarmt starb, beweist die Tatsache, dass dieser Nachlass als „die wertvollste Schenkung einer einheimischen Bürgerin“ bezeichnet wird.

## Werke
- Roman einer Mutter. Haushalter, München 1904.[7]
- Was meine Hausgeisterchen mir erzählten – Märchen. Mit Illustrationen von Theodor Herrmann. Niedersachsenverlag Carl Schünemann, Bremen 1905.
- Alte plattdeutsche Kinderlieder gesammelt, und neue hinzugedichtet. Verlag Cordes, Kiel 1907.[8]
- Mittsommernacht – Ein Spiel und neue Lieder. E.W. Bonsels, München-Schwabing 1907.[9]